# Chérencé-le-Héron
Chérencé-le-Héron är en kommun i departementet Manche i regionen Normandie i norra Frankrike. Kommunen ligger i kantonen Villedieu-les-Poêles som tillhör arrondissementet Saint-Lô. År 2022 hade Chérencé-le-Héron 438 invånare.

## Befolkningsutveckling
Antalet invånare i kommunen Chérencé-le-Héron
| Referens: INSEE |